# Athlétisme à l'Universiade d'été de 2009
Navigation
Bangkok 2007 Shenzhen 2011
Les épreuves d’athlétisme de l'Universiade d'été 2009 se sont déroulées dans l'enceinte du Stade de l'Étoile rouge à Belgrade, du 7 au 12 juillet 2009.

## Faits marquants
La première journée des compétitions d'athlétisme est marquée par le record d'Afrique féminin du lancer du javelot, battu en qualifications par la Sud-Africaine Sunette Viljoen avec un jet à 65,46 m, soit près de deux mètres de plus que le record précédent (63,49 m) établi en 2008 par sa compatriote Justine Robbeson.
Lors de la deuxième journée, la Serbe Ivana Španović, championne du monde junior en 2008, remporte le saut en longueur devant son public à un bond à 6,64 m.

## Résultats

### Hommes
| 100 m | Rolando Palacios 10 s 30                                                                                  | Amr Seoud 10 s 31                                                                                 | Masashi Eriguchi 10 s 33                                                               |
| 200 m | Ramil Quliyev 20 s 04 (AJR)                                                                               | Amr Seoud 20 s 52                                                                                 | Thuso Mpuang 20 s 69                                                                   |
| 400 m | Yuzo Kanemaru 45 s 68                                                                                     | Clemens Zeller 46 s 12                                                                            | Daniel Harper 46 s 22                                                                  |
| 800 m | Sajjad Moradi 1 min 48 s 02                                                                               | Goran Nava 1 min 48 s 06                                                                          | Fabiano Peçanha 1 min 48 s 07                                                          |
| 1500 m | Viacheslav Sokolov 3 min 42 s 49                                                                          | Samir Khadar 3 min 42 s 50                                                                        | Goran Nava 3 min 42 s 88                                                               |
| 5000 m | Halil Akkaş 14 min 6 s 96                                                                                 | Bayron Piedra 14 min 7 s 11                                                                       | Elroy Gelant 14 min 7 s 97                                                             |
| 10 000 m | Sibabalwe Mzazi 28 min 21 s 44                                                                            | Denis Mayaud 28 min 21 s 50                                                                       | Lungisa Mdedelwa 28 min 21 s 52                                                        |
| Semi-marathon | Zhao Ran 1 h 4 min 28                                                                                     | Tomoya Onishi 1 h 4 min 30                                                                        | Francesco Bona 1 h 4 min 35                                                            |
| 3000 m steeple | Ion Luchianov 8 min 25 s 79                                                                               | Halil Akkaş 8 min 25 s 80                                                                         | Steffen Uliczka 8 min 26 s 18                                                          |
| 110 m haies | Yin Jing 13 s 38                                                                                          | Lehann Fourie 13 s 66                                                                             | Emanuele Abate 13 s 70                                                                 |
| 400 m haies | Tristan Thomas 48 s 75                                                                                    | Kazuaki Yoshida 49 s 78                                                                           | Michael Bultheel 49 s 79                                                               |
| 20 km marche | Sergey Bakulin 1 h 20 min 52 UR                                                                           | Andrey Ruzavin 1 h 21 min 08                                                                      | Moacir Zimmermann 1 h 21 min 35                                                        |
| 4 × 100 m | Russie Maksim Mokrousov Ivan Teplykh Roman Smirnov Konstantin Petryashov 39 s 21                          | Pologne Robert Kubaczyk Artur Zaczek Kamil Masztak Dariusz Kuć 39 s 33                            | Afrique du Sud Leigh Julius Thuso Mpuang Kagisho Kumbane Wilhelm van der Vyver 39 s 52 |
| 4 × 400 m | Australie Christopher Troode Brendan Cole Tristan Thomas Sean Wroe Clay Watkins John Burstow 3 min 3 s 67 | Pologne Witold Banka Kacper Kozłowski Piotr Kędzia Rafał Wieruszewski Piotr Wiaderek 3 min 5 s 69 | Japon Hideyuki Hirose Yusuke Ishitsuka Kazuaki Yoshida Yuzo Kanemaru 3 min 6 s 46      |
| Saut en hauteur | Eduard Malchenko 2,23 m                                                                                   | Michael Mason 2,23 m                                                                              | Ivan Ilichev 2,20 m                                                                    |
| Saut à la perche | Aleksandr Gripich 5,60 m                                                                                  | Giorgio Piantella 5,55 m                                                                          | Hendrik Gruber 5,45 m                                                                  |
| Saut en longueur | Kim Deok-hyeon w 8,41 m                                                                                   | Ndiss Kaba Badji 8,19 m                                                                           | Marcin Starzak 8,10 m                                                                  |
| Triple saut | Nelson Évora 17,22 m                                                                                      | Héctor Fuentes 17,13 m                                                                            | Vladimir Letnicov 16,80 m                                                              |
| Lancer du poids | Soslan Tsyrikhov 19,59 m                                                                                  | Zhang Jun 19,58 m                                                                                 | Krzysztof Krzywosz 19,38 m                                                             |
| Lancer du disque | Mohammad Samimi 65,33 m                                                                                   | Mahmoud Samimi 64,67 m                                                                            | Markus Münch 63,76 m                                                                   |
| Lancer du marteau | Yury Shayunou 76,92 m                                                                                     | James Steacy 74,88 m                                                                              | Oleksiy Sokyrskyy 73,73 m                                                              |
| Lancer du javelot | Ainārs Kovals 81,58 m                                                                                     | Stuart Farquhar 79,48 m                                                                           | Park Jae-myong 79,29 m                                                                 |
| Décathlon | Mikalai Shubianok 7960 pts                                                                                | Brent Newdick 7874 pts                                                                            | Attila Szabó 7748 pts                                                                  |
| Records et Performances - AR : Record continental (area record) - CR : Record des championnats (championship record) - MR : Record du meeting (meet record) - NR : Record national (national record) - OR : Record olympique (olympic record) - PR : Record paralympique (paralympic record) - PB : Record personnel (personal best) - SB : Meilleure performance personnelle de la saison (season's best) - WL : Meilleure performance mondiale de l'année (world leader) - WJR : Record du monde junior (world junior record) - WR : Record du monde (world record) Circonstances et Conditions - DNF : N'a pas terminé (did not finish) - DNS : N'a pas pris le départ (did not start) - DQ : Disqualification (disqualification) - NM : Aucun essai valable enregistré (No Mark) - Q : Qualifié « directement » au prochain tour (ou à la prochaine compétition), lors d'une compétition majeure, grâce au classement ou à la réalisation des minima (automatic qualifier) - q : Qualifié au prochain tour (ou à la prochaine compétition), lors d'une compétition majeure, grâce au repêchage ou à la réalisation de l'une des meilleures performances parmi celles des « non qualifiés directement » (grâce au meilleur temps ou à la meilleure distance par exemple) (secondary qualifier) | |                                                                                                   |                                                                                        |

### Femmes
| 100 m | Lina Grincikaitė 11 s 31                                                           | Momoko Takahashi 11 s 52                                                                               | Sonia Tavares 11 s 54                                                                    |
| 200 m | Monique Williams 23 s 11                                                           | Isabel Le Roux 23 s 18                                                                                 | Sabina Veit 23 s 34                                                                      |
| 400 m | Fatou Bintou Fall 51 s 65                                                          | Esther Akinsulie 51 s 70                                                                               | Carline Muir 52 s 07                                                                     |
| 800 m | Madeleine Pape 2 min 01 s 91                                                       | Olga Cristea 2 min 03 s 49                                                                             | Rebecca Johnstone 2 min 03 s 67                                                          |
| 1 500 m | Marina Muncan 4 min 15 s 53                                                        | Kaila Mcknight 4 min 16 s 10                                                                           | Elena Garcia Grimau 4 min 17 s 02                                                        |
| 5 000 m | Sara Moreira 15 min 32 s 78                                                        | Kasumi Nishihara 15 min 46 s 95                                                                        | Natalia Medvedeva 15 min 49 s 60                                                         |
| 10 000 m | Kasumi Nishihara 33 min 14 s 62                                                    | Tatiana Shutova 33 min 29 s 99                                                                         | Volha Minina 33 min 32 s 35                                                              |
| Semi marathon | Chisato Saito 1 h 13 min 44                                                        | Kikuyo Tsuzaki 1 h 14 min 03                                                                           | Sayo Nomura 1 h 14 min 23                                                                |
| 3 000 m steeple | Sara Moreira 9 min 32 s 62 UR                                                      | Ancuţa Bobocel 9 min 38 s 14                                                                           | Türkan Erismis 9 min 38 s 87                                                             |
| 100 m haies | Nevin Yanit 12 s 89                                                                | Sonata Tamosaityte 13 s 10                                                                             | Andrea Miller 13 s 13                                                                    |
| 400 m haies | Vania Stambolova 55 s 14                                                           | Jonna Tilgner 56 s 02                                                                                  | Sara Slott Petersen 56 s 40                                                              |
| 20 km marche | Olga Mikhaylova 1 h 30 min 43 UR                                                   | Masumi Fuchise 1 h 31 min 42                                                                           | Olga Povalyaeva 1 h 33 min 58                                                            |
| 4 × 100 m | Italie Audrey Alloh Doris Tomasini Giulia Arcioni Maria Aurora Salvagno 43 s 83    | Pologne Ewelina Ptak Marika Popowicz Dorota Jędrusińska Marta Jeschke Iwona Brzezinska 43 s 96         | France Laetitia Denis Ayodele Ikuesan Amandine Elard Lucienne M'belu 44 s 31             |
| 4 × 400 m | Canada Carline Muir Amonn Nelson Kimberly Hyacinthe Esther Akinsulie 3 min 33 s 09 | Russie Yekaterina Voronenkova Aleksandra Zaytseva Nadezhda Sozontova Yekaterina Vukolova 3 min 34 s 45 | Sénégal Ndèye Fatou Soumah Mame Fatou Faye Fatou Diabaye Fatou Bintou Fall 3 min 36 s 33 |
| Saut en hauteur | Ariane Friedrich 2,00 m                                                            | Yekaterina Yevseyeva 1,91 m                                                                            | Julia Wanner 1,91 m                                                                      |
| Saut à la perche | Jirina Ptacnikova 4,55 m                                                           | Nicole Büchler 4,50 m                                                                                  | Kristina Gadschiew 4,50 m                                                                |
| Saut en longueur | Ivana Španović 6,64 m                                                              | Irina Kryachkova 6,47 m                                                                                | Ruky Abdulai 6,44 m                                                                      |
| Triple saut | Yarianna Martínez 14,40 m                                                          | Natalia Kutyakova 14,14 m                                                                              | Anastasia Matveeva 13,94 m                                                               |
| Lancer du poids | Mailín Vargas 18,91 m                                                              | Chiara Rosa 18,21 m                                                                                    | Alena Kopets 17,48 m                                                                     |
| Lancer du disque | Dani Samuels 62,48 m                                                               | Żaneta Glanc 60,57 m                                                                                   | Kateryna Karsak 60,47 m                                                                  |
| Lancer du marteau | Betty Heidler 75,83 m UR                                                           | Martina Hrašnová 72,85 m                                                                               | Kathrin Klaas 70,97 m                                                                    |
| Lancer du javelot | Sunette Viljoen 62,52 m                                                            | Vira Rebryk 61,02 m                                                                                    | Mareike Rittweg 59,44 m                                                                  |
| Heptathlon | Jessica Samuelsson 6004 pts                                                        | Jana Koresova 5956 pts                                                                                 | Saludes Cristina Barcena 5828 pts                                                        |
| Records et Performances - AR : Record continental (area record) - CR : Record des championnats (championship record) - MR : Record du meeting (meet record) - NR : Record national (national record) - OR : Record olympique (olympic record) - PR : Record paralympique (paralympic record) - PB : Record personnel (personal best) - SB : Meilleure performance personnelle de la saison (season's best) - WL : Meilleure performance mondiale de l'année (world leader) - WJR : Record du monde junior (world junior record) - WR : Record du monde (world record) Circonstances et Conditions - DNF : N'a pas terminé (did not finish) - DNS : N'a pas pris le départ (did not start) - DQ : Disqualification (disqualification) - NM : Aucun essai valable enregistré (No Mark) - Q : Qualifié « directement » au prochain tour (ou à la prochaine compétition), lors d'une compétition majeure, grâce au classement ou à la réalisation des minima (automatic qualifier) - q : Qualifié au prochain tour (ou à la prochaine compétition), lors d'une compétition majeure, grâce au repêchage ou à la réalisation de l'une des meilleures performances parmi celles des « non qualifiés directement » (grâce au meilleur temps ou à la meilleure distance par exemple) (secondary qualifier) |                                                                                    | |                                                                                          |

## Tableau des médailles
| Rang  | Nation           | Or | Argent | Bronze | Total |
| ----- | ---------------- | -- | ------ | ------ | ----- |
| 1     | Russie           | 7  | 5      | 4      | 16    |
| 2     | Australie        | 4  | 1      | 0      | 5     |
| 3     | Japon            | 3  | 6      | 3      | 12    |
| 4     | Portugal         | 3  | 0      | 1      | 4     |
| 5     | Afrique du Sud   | 2  | 2      | 4      | 8     |
| 6     | Allemagne        | 2  | 1      | 7      | 10    |
| 7     | Serbie           | 2  | 1      | 1      | 4     |
| 7     | Turquie          | 2  | 1      | 1      | 4     |
| 9     | Chine            | 2  | 1      | 0      | 3     |
| 9     | Cuba             | 2  | 1      | 0      | 3     |
| 9     | Iran             | 2  | 1      | 0      | 3     |
| 12    | Biélorussie      | 2  | 0      | 2      | 4     |
| 13    | Canada           | 1  | 3      | 4      | 8     |
| 14    | Italie           | 1  | 2      | 2      | 5     |
| 15    | Nouvelle-Zélande | 1  | 2      | 1      | 4     |
| 16    | Moldavie         | 1  | 1      | 1      | 3     |
| 16    | Sénégal          | 1  | 1      | 1      | 3     |
| 18    | Tchéquie         | 1  | 1      | 0      | 2     |
| 18    | Lituanie         | 1  | 1      | 0      | 2     |
| 20    | Corée du Sud     | 1  | 0      | 1      | 2     |
| 21    | Azerbaïdjan      | 1  | 0      | 0      | 1     |
| 21    | Bulgarie         | 1  | 0      | 0      | 1     |
| 21    | Honduras         | 1  | 0      | 0      | 1     |
| 21    | Lettonie         | 1  | 0      | 0      | 1     |
| 21    | Suède            | 1  | 0      | 0      | 1     |
| 26    | Pologne          | 0  | 4      | 2      | 6     |
| 27    | Égypte           | 0  | 2      | 0      | 2     |
| 28    | Ukraine          | 0  | 1      | 2      | 3     |
| 29    | France           | 0  | 1      | 1      | 2     |
| 30    | Algérie          | 0  | 1      | 0      | 1     |
| 30    | Autriche         | 0  | 1      | 0      | 1     |
| 30    | Équateur         | 0  | 1      | 0      | 1     |
| 30    | Kazakhstan       | 0  | 1      | 0      | 1     |
| 30    | Roumanie         | 0  | 1      | 0      | 1     |
| 30    | Slovaquie        | 0  | 1      | 0      | 1     |
| 30    | Suisse           | 0  | 1      | 0      | 1     |
| 37    | Brésil           | 0  | 0      | 2      | 2     |
| 37    | Espagne          | 0  | 0      | 2      | 2     |
| 39    | Belgique         | 0  | 0      | 1      | 1     |
| 39    | Danemark         | 0  | 0      | 1      | 1     |
| 39    | Hongrie          | 0  | 0      | 1      | 1     |
| 39    | Slovénie         | 0  | 0      | 1      | 1     |
| Total | Total            | 46 | 46     | 46     | 138   |